# National Museum of African American History and Culture
Het National Museum of African American History and Culture (NMAAHC) is een museum aan de National Mall in Washington D.C. gericht op de geschiedenis en cultuur van de Afro-Amerikanen. De collectie geeft informatie over de gemeenschap, familiebanden, religie, burgerrechten, slavernij, kunst en rassensegregatie. Het doel van het museum was om niet alleen de nadruk te leggen op de slavernij en de strijd om gerechtigheid maar ook op de culturele bijdrage van de Afro-Amerikaanse gemeenschap en de successen die velen van hen behaald hebben. Het moest niet alleen over white guilt gaan maar ook over black pride. Het museum maakt deel uit van het Smithsonian Institution dat zich richt op de Amerikaanse identiteit.

## Geschiedenis
Plannen voor een Amerikaans federaal museum voor de Afro-Amerikaanse geschiedenis bestonden reeds in 1915, gesteund door veteranen van de Amerikaanse Burgeroorlog. In 1929 stelde president Herbert Hoover een commissie van twaalf deskundigen aan, met onder meer Mary Church Terrell en Mary McLeod Bethune. De commissie kreeg evenwel noch financiële middelen van het Amerikaans Congres, noch uit de private sector. In de jaren zeventig werden de plannen nieuw leven ingeblazen en in 1988 leidde dit tot wetgeving. Indiener was onder meer democraat John Robert Lewis, die het er na vijftien pogingen door kreeg, ondanks constante tegenstand van onder meer Jesse Helms. Op 19 december 2003 keurde het Congres onder, presidentschap van Bush, de oprichting van het museum goed. De bouwplaats werd in 2006 geselecteerd, de plannen voor het museum werden in 2009 goedgekeurd en president Barack Obama was aanwezig bij de officiële start van de bouw op 22 februari 2012.

### Opening
Het museum werd geopend op 24 september 2016 in aanwezigheid van toenmalig president Barack Obama en oud-president George W. Bush. Beiden namen het woord, en gaven een pleidooi voor het zoeken naar de waarheid, en samen te vechten tegen racisme.

## Ontwerp

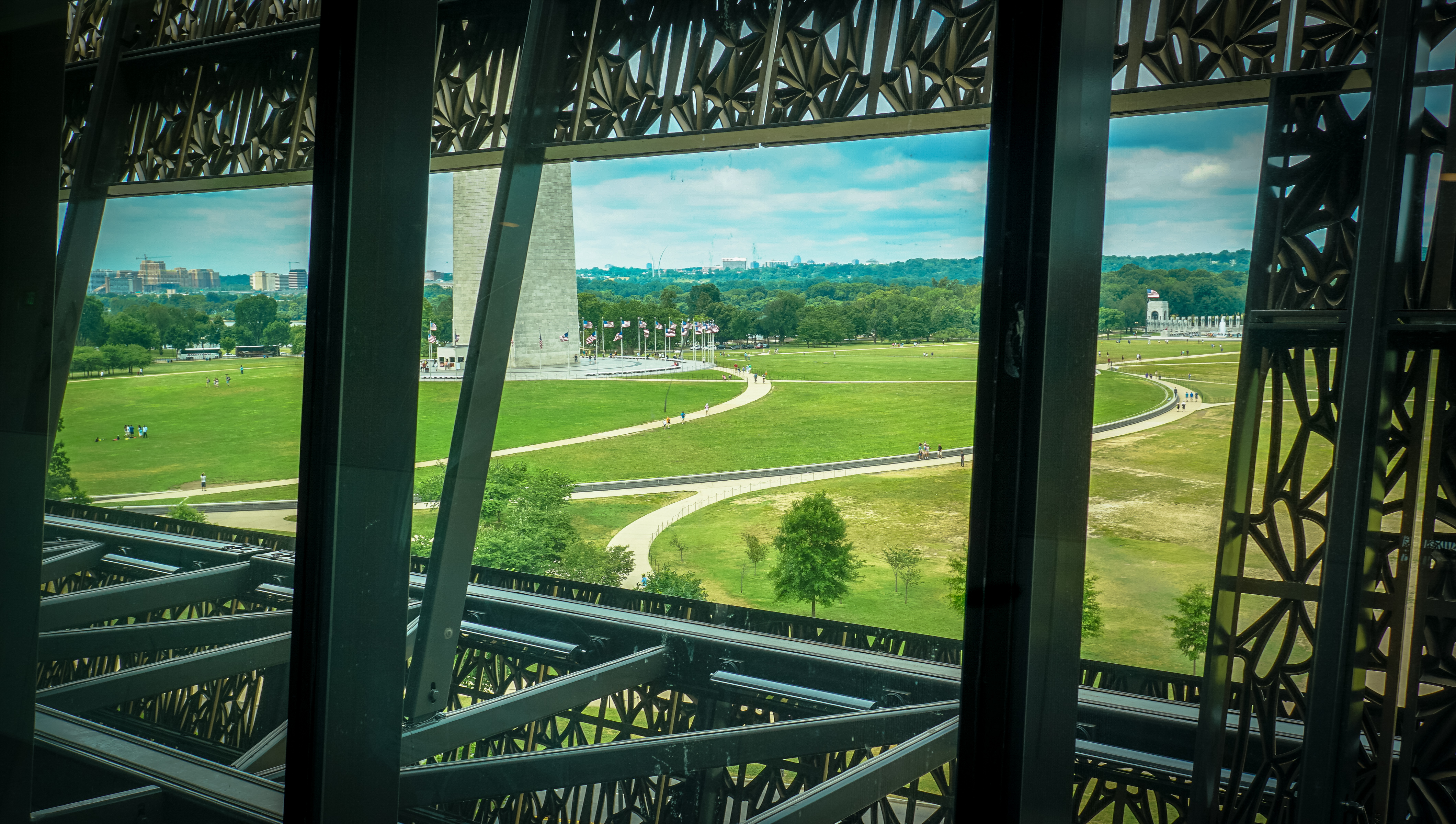
Uitzicht vanuit het NMAAHC op het Washington Monument.

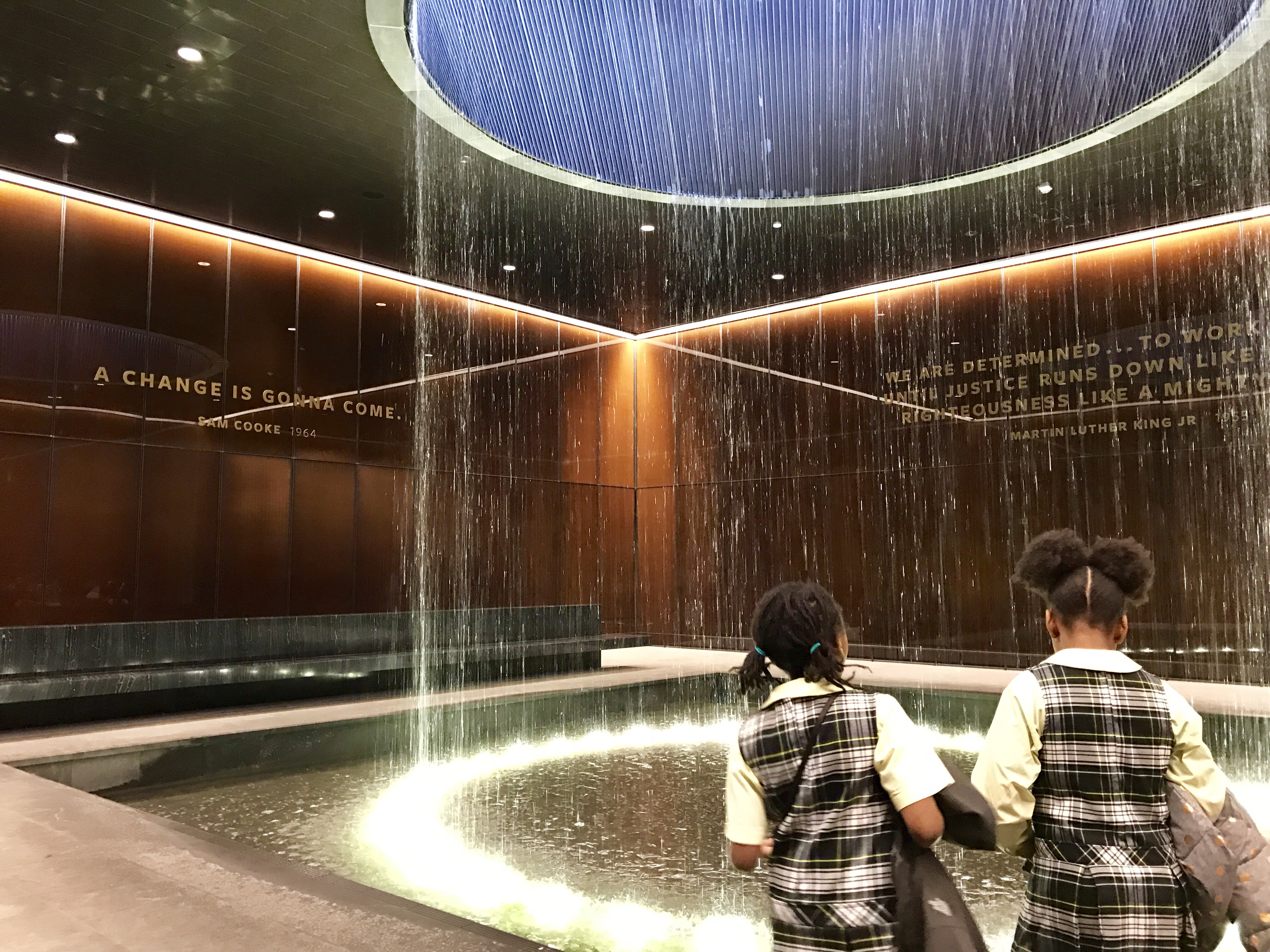
De contemplative court met fontein is de bezinningsruimte tussen het historische en culturele gedeelte.

Voor het ontwerp werd in 2009 een wedstrijd uitgeschreven, binnen een budget van 500 miljoen dollar. Het winnende team werd geleid door de Afro-Amerikaanse architect Philip Freelon en de Britse architect David Adjaye, zoon van een Ghanees diplomaat. Het ontwerp bestaat uit een vierkant gebouw, omgeven door een constructie van 3.600 bronskleurige panelen die samen een omgekeerde trappenpiramide vormen. Deze panelen zijn geïnspireerd op de raamroosters uit Charleston en New Orleans. Deze constructie, de corona genoemd, is weer een verwijzing naar een kroon in de Yorubacultuur. De bronzen kleur maakt het gebouw extra opvallend omdat de meeste gebouwen rond de Mall een grijze of witte kleur hebben. De bouw duurde van 2012 tot 2016.
Het NMAAHC is gelegen aan de noordzijde van de National Mall, naast het National Museum of American History op een voormalig grasveld in de directe omgeving van het Washington Monument. Het gebouw biedt op enkele plekken een spectaculair uitzicht op dit monument.
De hoofdingang van het museum is gesitueerd aan de Constitution Avenue, tegenover de zijgevel van het United States Department of Commerce en heeft zicht op het Witte Huis aan Pennsylvania Avenue. Bezoekers lopen over een brug over het water om het museum te bereiken, als symbool voor de route die slaven volgden op hun weg naar Amerika. Een tweede ingang bevindt zich aan Madison Avenue. Het museum is, net als het National Museum of African Art, de Freer Gallery of Art en de Arthur M. Sackler Gallery, gedeeltelijk ondergronds gebouwd. Het heeft vijf bovengrondse en vijf ondergrondse verdiepingen. De laagste verdieping ligt 21 meter onder straatniveau. Het museum heeft een totale vloeroppervlakte van 33.000 m².

## Collectie

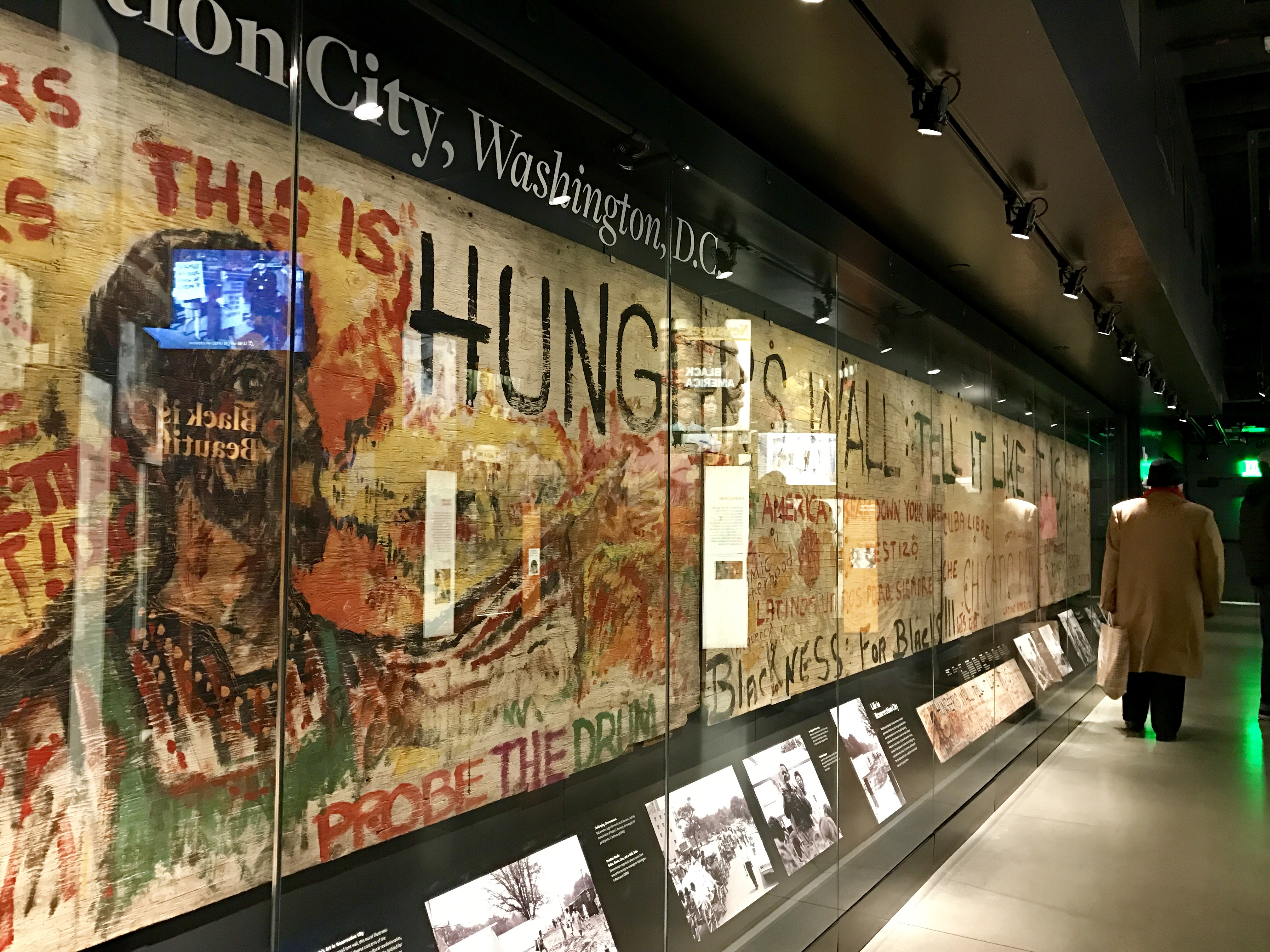
graffiti, gemaakt tijdens de Poor People's Campaign in de lente van 1968 waarbij meer dan drieduizend mensen in Washington D.C. zes weken lang in de stad kampeerden om aandacht te vragen voor het economisch onrecht dat Afro-Amerikanen werd aangedaan.

De collectie bestaat uit bijna 37.000 voorwerpen en elk voorwerp vertelt een verhaal over de Afro-Amerikaanse geschiedenis. De voorwerpen gaan niet alleen over de slavernij maar ook over de tijd erna, de cultuur en de emancipatie van deze bevolkingsgroep. De onderste verdiepingen gaan over de slavernij en onderdrukking, de bovenste over de culturele bijdragen en de succesverhalen. Een aantal opvallende voorwerpen zijn:
- De rode Cadillac van rock-n rollster Chuck Berry. In 1987 nam hij deze tijdens een optreden mee op te podium, in een theater in St. Louis waar hij als kind niet werd toegelaten vanwege zijn huidskleur.
- Ketenen waarmee slaven aan elkaar werden vastgemaakt tijdens de overtocht van Afrika naar Amerika.
- Een doos met vrijheidspapieren Ten tijde van de slavernij moesten vrije Afro-Amerikanen deze papieren altijd bij zich dragen om aan te tonen dat ze geen ontsnapte slaaf waren.
- De bijbel van Nat Turner, predikant en leider van een slavenopstand in 1831 in het zuiden van Virginia.
- Een Croix de guerre, een Franse onderscheiding uit de Eerste Wereldoorlog uitgereikt aan een van leden van het 369e infanterieregiment dat geheel bestond uit Afro-Amerikanen en dat de bijnaam Harlem Hellfighters had.
- De jurk die Rosa Parks aan het naaien was toen ze op 1 december 1955 werd gearresteerd toen ze in de bus weigerde op te staan voor een blanke. Dit leidde vervolgens tot de Montgomery-busboycot.
- De initiële begraafkist van Emmett Till.
- Een treinwagon waarin Afro-Amerikanen apart moesten zitten.
- Documenten van de Afro-Amerikaanse burgerrechtenbeweging
- Voorwerpen van o.a. Public Enemy, Louis Armstrong, Pearl Bailey, Chuck Berry, Muhammad Ali en James Brown.

## Bereikbaarheid
Het museum is bereikbaar met openbaar vervoer, onder meer met de metro van Washington D.C. via de metrostations Federal Triangle en Smithsonian (uitgang Mall), die bereikbaar zijn met de zilveren, blauwe en oranje lijn.